# Ширман, Елена Михайловна
Елена Михайловна Ширман (21 января [3 февраля] 1908 — август 1942) — русская советская поэтесса, журналистка.

## Биография
Елена Михайловна Ширман родилась в Ростове-на-Дону в семье штурмана торгового флота Михаила Вульфовича Ширмана (1879—1942). Её мать Любовь Абрамовна Ширман (урождённая Фрумсон, 1890—1942) работала учительницей, впоследствии окончила Археологический институт и работала библиотекарем в музее, была членом-учредителем и членом правления Северо-Кавказского краевого общества археологии, истории и этнографии в Ростове-на-Дону. Особняк семьи Ширман располагался на улице Пушкинской, дом № 154. Доходный дом М. В. Ширмана располагался на Большом проспекте, № 16; доходный дом деда — Абрама Нохимовича (Николаевича) Фрумсона — находился на Казанской улице, № 76 (впоследствии здание телеграфа).
С детства увлекалась сочинением стихов, публиковалась в ростовских изданиях. Позднее её стихи стали публиковаться в московских журналах «Октябрь» и «Смена»
В 1933 году после окончания литературного факультета Ростовского пединститута она начала работать в библиотеке, занималась сбором фольклора и продолжала литературную деятельность. В 1937 году она поступила в Литературный институт им. А. М. Горького на семинар Ильи Сельвинского. Одновременно она сотрудничала с рядом ростовских изданий, руководила детской литературной группой, была литературным консультантом газеты «Пионерская правда».
С началом Великой Отечественной войны она возглавила выходившую в Ростове-на Дону агитгазету «Прямой наводкой», в которой публиковались её сатирические стихи.
Елену Ширман расстреляли вместе с родителями в акции уничтожения еврейского населения Ростова-на-Дону в августе 1942 года.

## Семья
- Сестра — Алита Михайловна Резникова, была замужем за философом Лазарем Осиповичем Резниковым[16].
  - Племянник — Дмитрий Лазаревич Резников (род. 1931), филолог[17].
- Дядя (со стороны матери) — Нохим Абрамович Фрумсон (1873—1949) — был оперным певцом (лирико-драматический тенор), солистом Мариинского театра, известным по сценическому псевдониму «Николай Ростовский»; другой дядя — Арон Абрамович Фрумсон (Югов, 1886—1954), социал-демократ. Тётя — художница Цивья Абрамовна Розенгольц (1870—1975).
- Двоюродные братья и сестра — нарком внешней торговли СССР Аркадий Павлович Розенгольц; профессор и заведующий кафедрой микробиологии Молотовского медицинского института Герман Павлович Розенгольц (1895—1959); художница Ева Павловна Левина-Розенгольц.

## Цитаты
- Илья Сельвинский: «Елена Ширман делала большое боевое дело. Я преклоняюсь перед героизмом Елены, она погибла, не унизив страхом ни себя, ни Родины…»
- И ещё он же: «… Она широка и отважна… Перед нами замечательный поэт, сочетающий в себе философский ум с огромным темпераментом и обладающий при этом почерком, имя которого — эпоха»
- Иосиф Гегузин: «За то десятилетие, что знал я Елену Ширман, было много встреч, мимолетных и продолжительных, чаще всего на литературных вечерах, в редакции краевой газеты "Ленинские внучата". Она была старше нас, деткоров "Ленвнучат", но мы этого не чувствовали. Она разговаривала с нами, и спорила на равных. Мы знали, что она пишет стихи, но в печати они появлялись редко. Ну а журналистская её работа была у всех на виду. Она любила командировки, вернувшись—делилась своими впечатлениями о виденном, услышанном, и нетрудно было заметить, что во время этих рассказов уже складывалась её будущая корреспонденция. Писала она быстро, не замечая обычной редакционной сутолоки. Только изредка кто-то промолвит из старожилов: —Тихо! Лена выдает...»